# Niltava sumatrana
Papa-moscas-de-samatra ou niltava-de-samatra (Niltava sumatrana) é uma espécie de ave da família Muscicapidae.
Pode ser encontrada nos seguintes países: Indonésia e Malásia.
Os seus habitats naturais são: regiões subtropicais ou tropicais húmidas de alta altitude.